# Szentgyörgyvölgy, Zala
Szentgyörgyvölgy  este un sat în districtul Lent, județul Zala, Ungaria, având o populație de 428 de locuitori (2011). 

## Demografie
Componența etnică a satului Szentgyörgyvölgy
     Maghiari (94,92%)
     Germani (3,39%)
     Necunoscut (0,97%)
     Români (0,73%)
     Alții (0,97%)
Componența confesională a satului Szentgyörgyvölgy
     Reformați (39,95%)
     Romano-catolici (35,98%)
     Fără religie (1,17%)
     Necunoscută (22,9%)
Conform recensământului din 2011, satul Szentgyörgyvölgy avea 428 de locuitori. Din punct de vedere etnic, majoritatea locuitorilor (94,92%) erau maghiari, cu o minoritate de germani (3,39%). Apartenența etnică nu este cunoscută în cazul a 0,97% din locuitori. Nu există o religie majoritară, locuitorii fiind reformați (39,95%), romano-catolici (35,98%) și persoane fără religie (1,17%). Pentru 22,9% din locuitori nu este cunoscută apartenența confesională.